# Crevalcore
Crevalcore es un municipio situado en el territorio de la Provincia de Bolonia, en Emilia-Romaña (Italia).

## Accidente del 7 de enero de 2005
El 7 de enero de 2005, el tren interregional Verona-Bolonia, en la estación de Bolognina chocó contra un tren de carga. 
Diecisiete personas murieron y muchos más resultaron heridos en 
la confrontación. Las investigaciones de los magistrados han concluido dos años después, 
con la solicitud de juicio por homicidio y desastre a siete líderes locales de la Rete Ferroviaria Italiana(RFI).
El juicio terminó con el almacenamiento de los líderes de RFI y 
siete notificaciones de terminación de la investigación ya que se reconoció 
error humano de la conducción de doble carril uno de los dos trenes.

## Demografía
| Gráfica de evolución demográfica de Crevalcore entre 1861 y 2001 |
|                                                                  |
| Fuente ISTAT - elaboración gráfica de Wikipedia                  |